# Amaranthus brownii
Amaranthus brownii е вид растение от семейство Amaranthaceae. Видът е критично застрашен от изчезване.

## Разпространение
Разпространен е в САЩ.